# Paddy Ladd

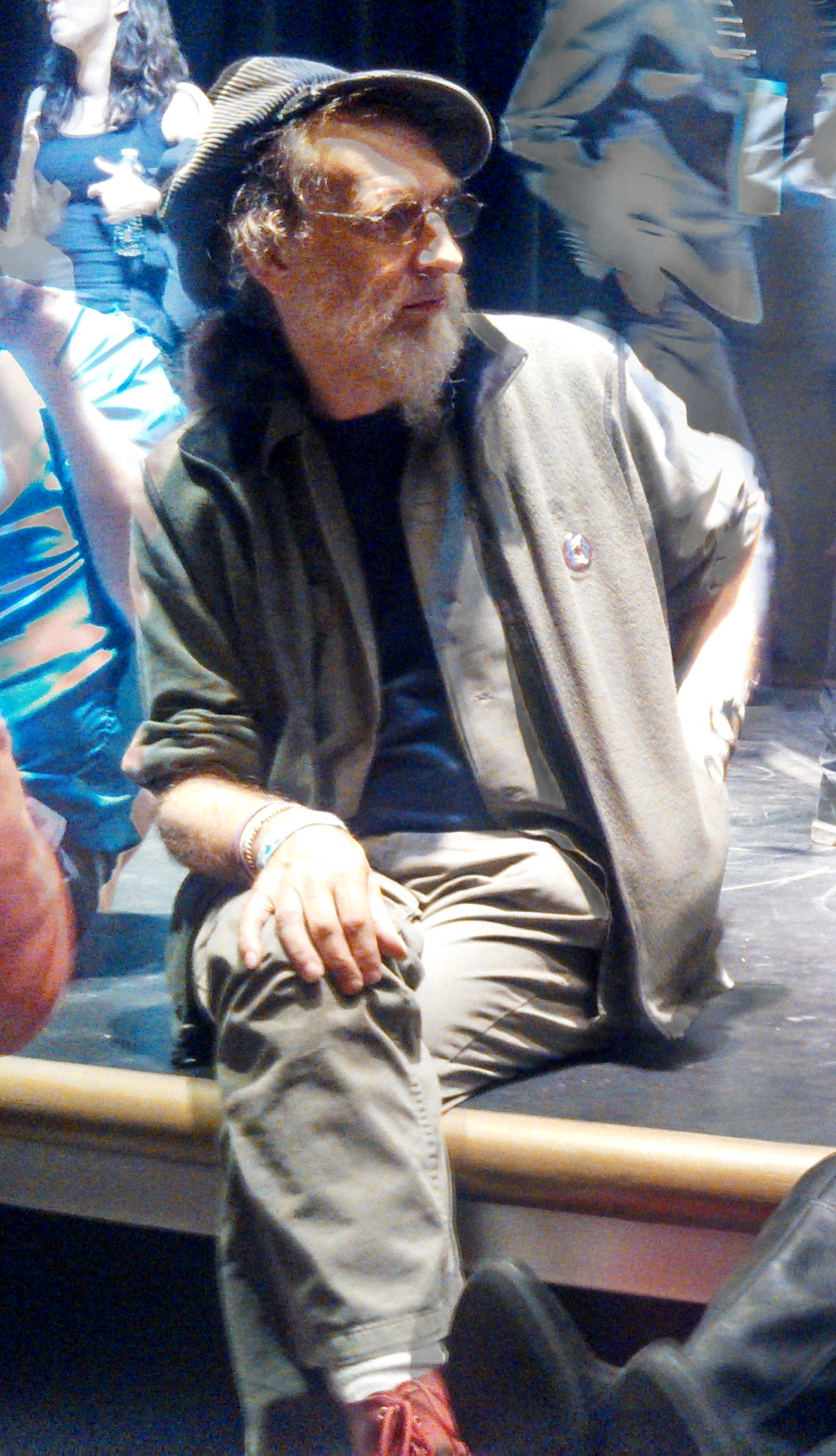
Paddy Ladd, 2013

Paddy Ladd (* 11. Februar 1952 in London), eigentlich Patrick Ladd, ist ein englischer Gehörlosenwissenschaftler, Autor, Aktivist und Forscher zur Gehörlosenkultur.

## Lehrtätigkeit
Paddy Ladd war Dozent und MSc-Koordinator am Centre for Deaf Studies Bristol der University of Bristol. Trotz erheblichem internationalen Drucks zur Aufrechterhaltung des Zentrums wurde es abgewickelt. Der MSc wurde 2009 geschlossen, der Bachelor-Studiengang wurde im Zeitraum von 2010 bis 2013 eingestellt, sodass das Zentrum im Juli 2013 endgültig geschlossen wurde.
Er war Inhaber des Powrie V. Doctor Chair für Deaf Studies an der Gallaudet University, Washington DC. Er schloss 1998 seinen Ph.D. in Gehörlosenkultur an der Universität Bristol ab und hat zahlreiche Veröffentlichungen in diesem Bereich verfasst, herausgegeben und dazu beigetragen. Seine Arbeiten haben internationale Anerkennung gefunden.

## Gehörlosenkultur
Ladd war einer der ersten Moderatoren von See Hear (monatliches Magazin für Gehörlose und Schwerhörige) der BBC und präsentierte die ersten Sendungen ab 1984 sowohl in Gebärdensprache als auch in Lautsprache. Seit den 80er Jahren ist er einer der wichtigsten Aktivisten für Gehörlosenrechte und engagierte sich in der National Union of the Deaf, einer der ersten britischen Gehörlosenorganisationen.
Für Ladd war die Schule auch eine enorme Belastung. Als eines der ersten gehörlosen Kinder in der Regelschule wurde ihm nicht das Gebärden beigebracht, sondern er war gezwungen, seine Augen und seinen Verstand zu benutzen, um herauszufinden, was vor sich ging. Das Edikt zerstörte sein Selbstbild. Als er versuchte, damit klarzukommen, kam er zu dem Schluss, er müsse dumm sein. Er zog sich von der Welt zurück und vertiefte sich in Bücher. „Ich lebte in einem Zustand der Benommenheit und dachte nicht darüber nach, was aus mir werden könnte“, sagt er. Ladd wurde auch deshalb zum Pionier.
Ladds Beitrag zur Welt der Gehörlosen war nicht nur akademischer Natur. Eine Zeit lang tourte er mit den Grateful Dead als deren Bühnendolmetscher. Er war auch der Gründer der Sign Zone des Glastonbury Festivals.
Ladd ist Autor des Buches Understanding Deaf Culture: In Search of Deafhood von 2003. Er wurde in die Ehrenliste der British Deaf Association für „Herausragende Beiträge zur Gehörlosengemeinschaft in der Gehörlosenbildung“ (2007) aufgenommen.